# 阿塞拜疆经济
亞塞拜然經濟在後蘇聯時期已轉換成為以石油為主的經濟（完成了首都巴庫至喬治亞提比里西至土耳其西汗的輸油管），在此中政府扮演了主要的角色。亞塞拜然的國民生產毛額在2007年第一季成長高達41.7%，可能是世界各國最高的成長率。 （页面存档备份，存于）當然，這種國民生產毛額成長速度未必能持續，但有趣的是亞塞拜然國民生產毛額每年均以高速成長，在2005年成長速度達到26.4%（僅次於赤道幾內亞），2006年超過36.6%（世界最高）。未來這個小國度的經濟成長仍非常有前景，但是財富是否可以到達人民手中則仍待觀察。

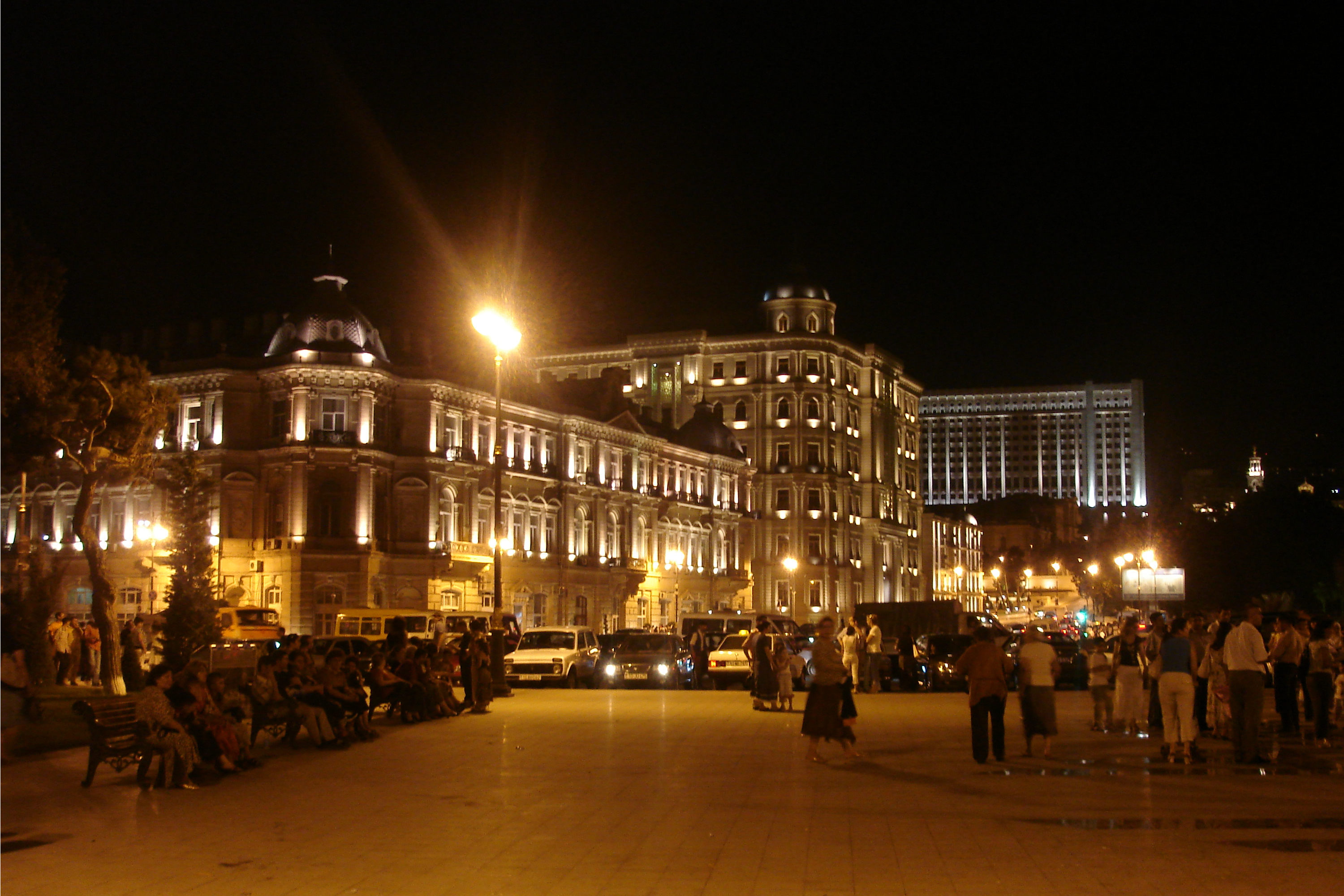
首都商業區
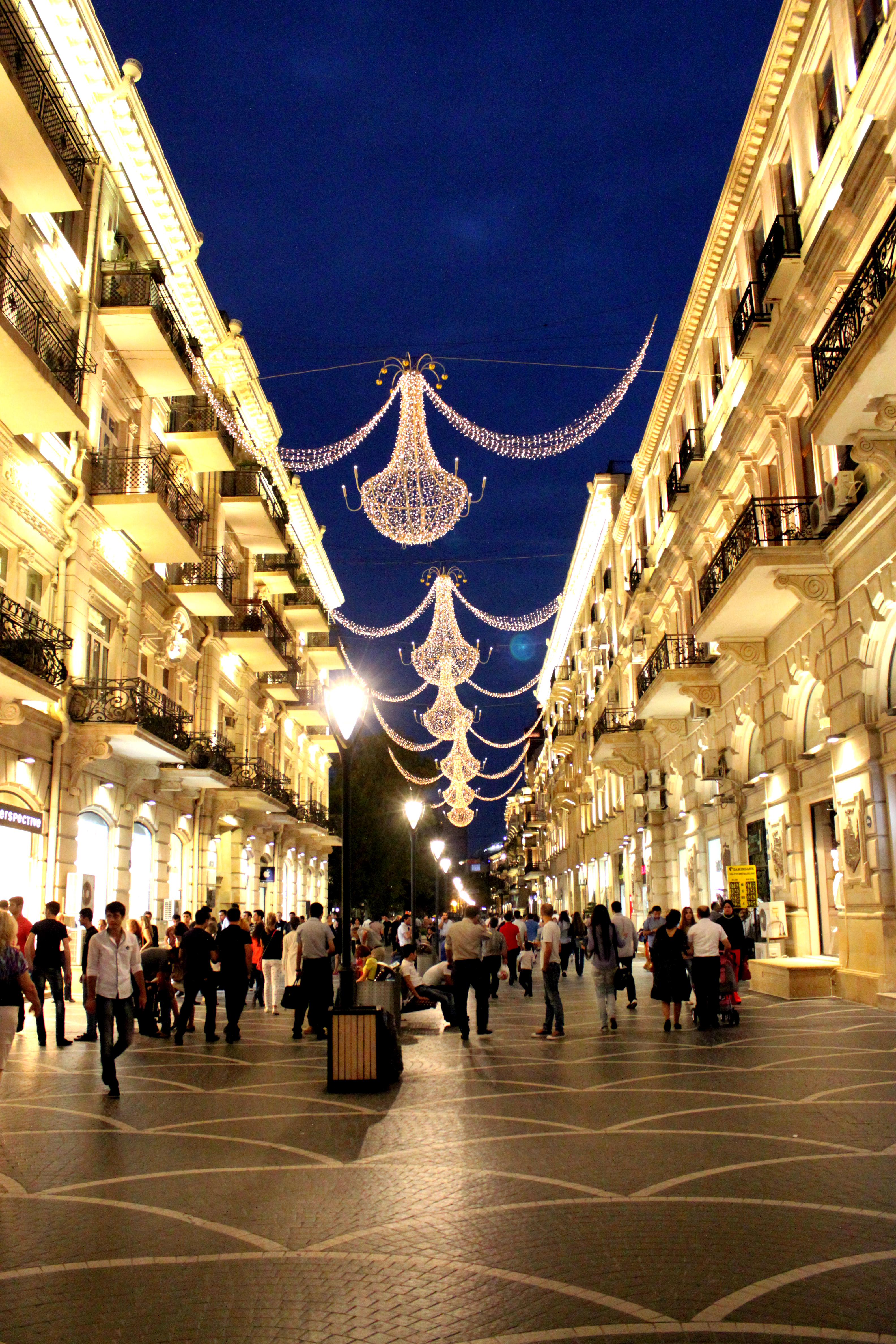
尼扎米街
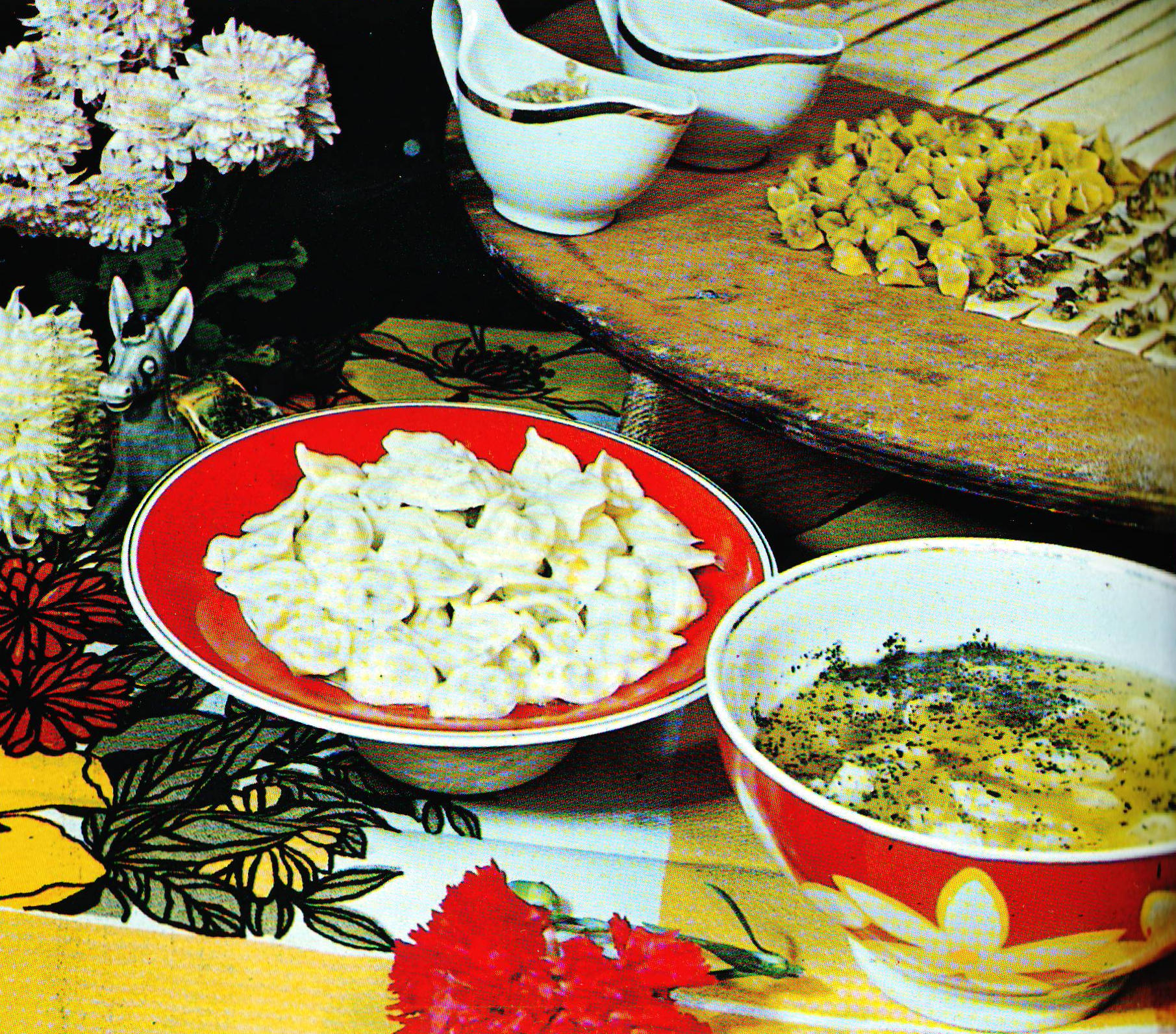
Dushbara餐